# Nation (stanice metra v Paříži)

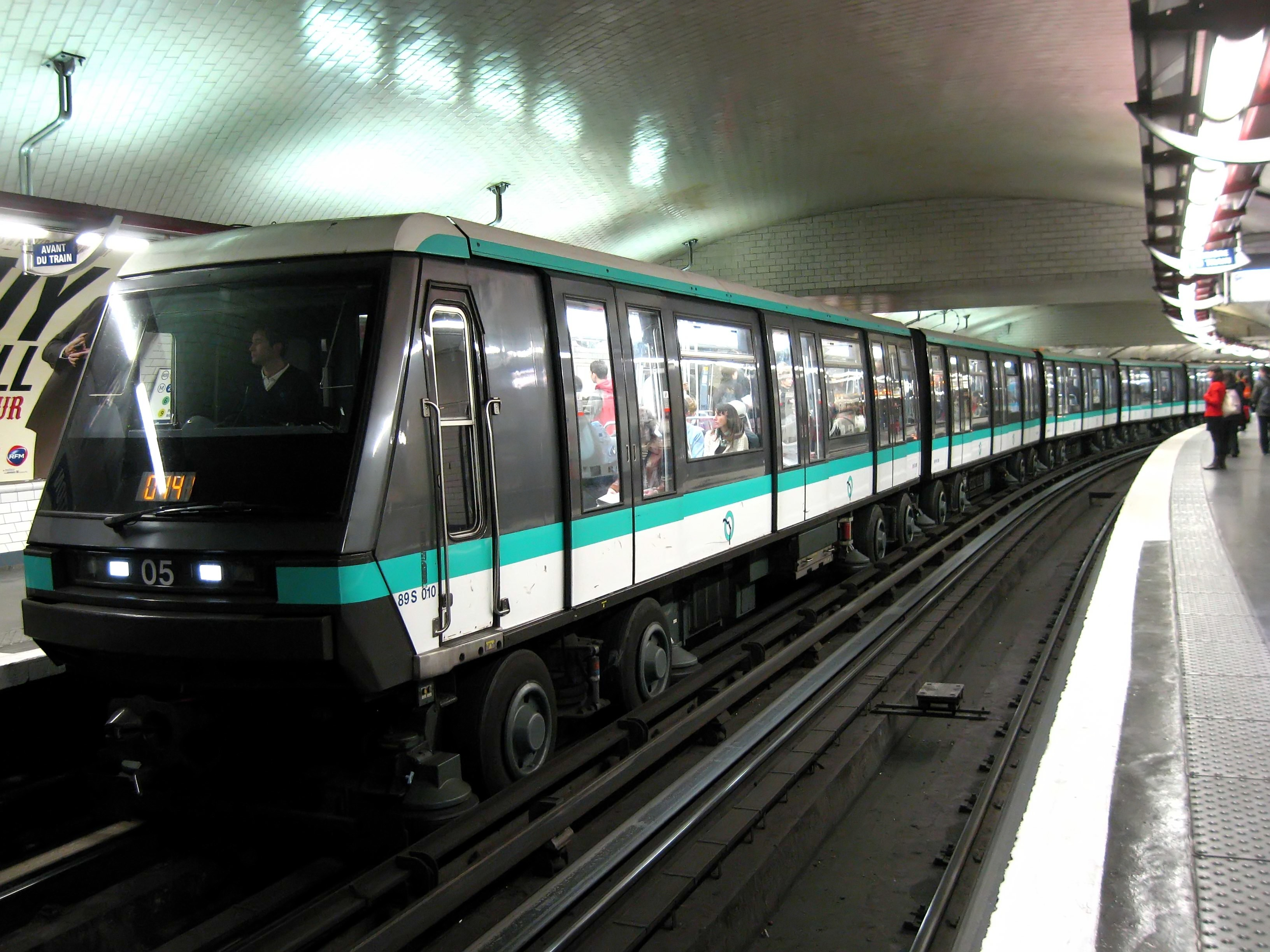
Nástupiště linky 1

Nation je přestupní stanice pařížského metra, kde se vzájemně kříží linky 1, 2, 6 a 9 a je zde rovněž přestup na linku RER A. Rozsáhlá síť nástupišť a chodeb se nachází pod náměstím Place de la Nation na hranicích 11. a 12. obvodu v Paříži.

## Historie
Stanice byla otevřena již 19. července 1900 jako součást vůbec prvního úseku pařížského metra. Nástupiště linky 1 je zakřivené, umístěné pod jižní částí náměstí, vklíněné mezi smyčkami později postavených konečných stanic linek 2 a 6. V rámci automatizace linky 1, byla nástupiště upravena o víkendu 12.–13. září 2009.

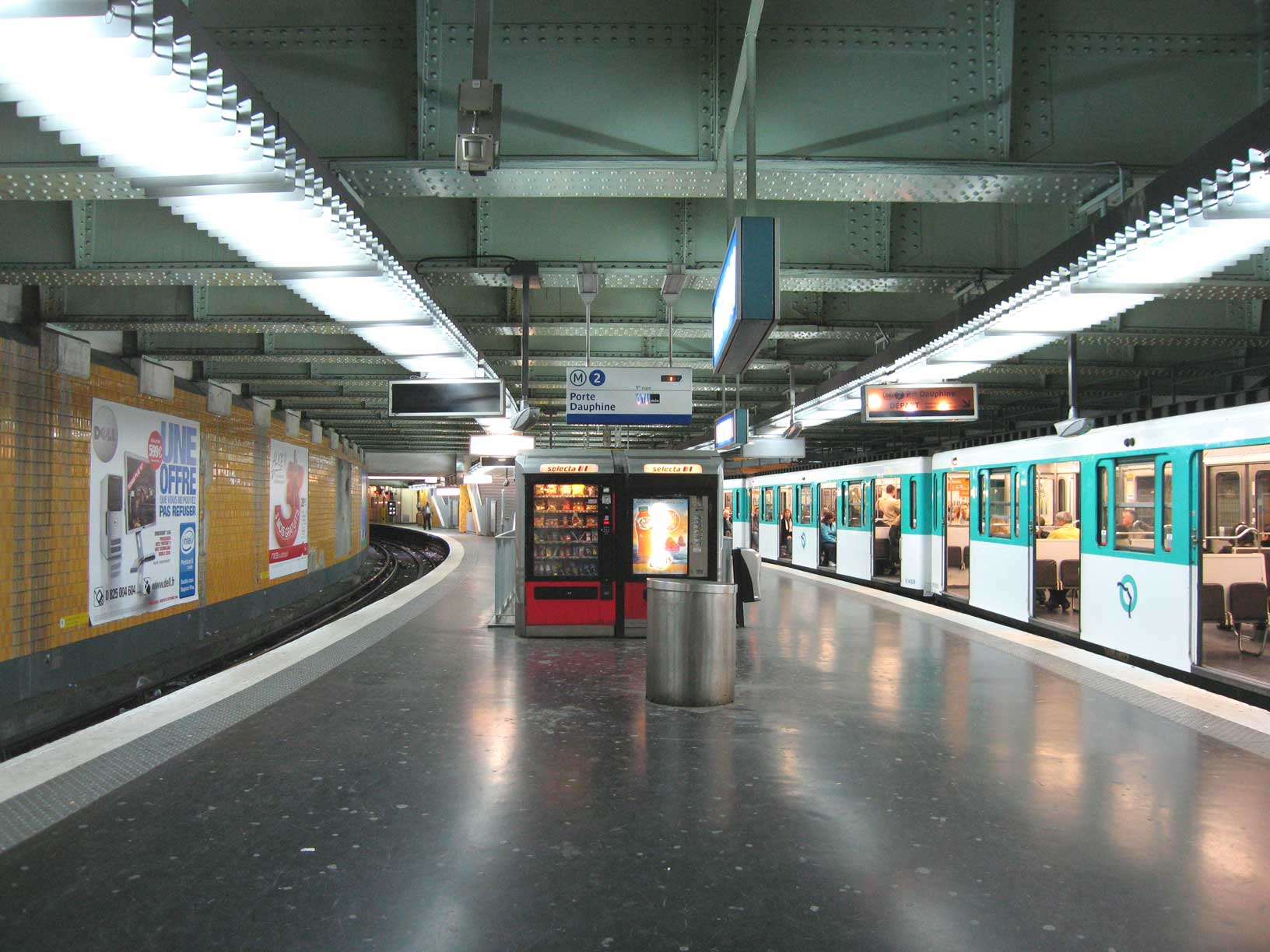
Nástupiště linky 2

Konečná stanice linky 2 byla otevřena 2. dubna 1903 při posledním prodloužení tratě ze stanice Bagnolet (dnes stanice Alexandre Dumas). Také její nástupiště je vystavěné do oblouku. Protože se jedná o konečnou stanici, byla pod náměstím vybudována smyčka. Příjezd na smyčku je pod Avenue de Taillebourg a odjezd směrem pod Avenue du Trône, Place des Antilles a Boulevard de Charonne. Smyčka obsahuje několik garážových kolejí a je jednou z největších v síti. Samotná stanice se nachází jihozápadně od smyčky a má dvě koleje s velkým centrálním nástupištěm.
Konečná stanice linky 6 byla zprovozněna 1. března 1909, když byla otevřena nová trať ze stanice Place d'Italie. Linka 6 zde má ze stejných důvodů také smyčku, na kterou vlaky přijíždějí pod Avenue du Bel-Air a odjíždějí pod Avenue Dorian, Rue de Picpus a Avenue de Saint-Mandé.
10. prosince 1933 přibylo nástupiště linky 9 v rámci rozšíření tratě ze stanice République do Porte de Montreuil. I tato stanice je zakřivená a je umístěna z důvodu místa pod všemi ostatními. Nachází se v severní části náměstí mezi Boulevard Voltaire a Avenue Taillebourg.

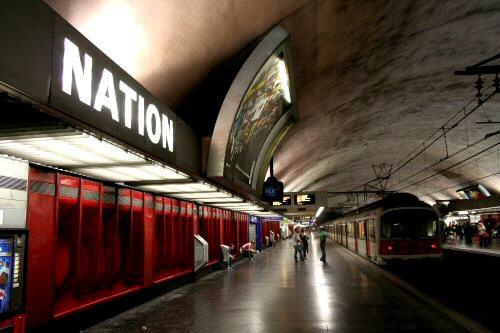
Nástupiště linky RER A

14. prosince 1969 bylo otevřeno podzemní nádraží pro linku RER A, na kterou je také možný přestup.

## Název
Název stanice (národ) je odvozen od Place de la Nation, které se tak jmenuje od roku 1880.
Název stanice Nation je doplněn (ovšem pouze na lince 9) o podtitul psaný malými písmeny: Place des Antilles. Na nástupišti ve směru na Mairie de Montreuil jsou umístěny znaky dvou francouzských departementů na Malých Antilách – Guadeloupe a Martinique.

## Vstupy
Stanice má několik vstupů na rozích ulic, které se na náměstí sbíhají:
- Avenue du Trône
- Avenue Dorian
- Boulevard Diderot na rohu s Rue du Faubourg Saint-Antoine
- Boulevard Voltaire na rohu s Rue du Faubourg Saint-Antoine
- Avenue de Taillebourg
- Avenue du Bel-Air